# Вулиця Кіото (Київ)
Ву́лиця Кіо́то — вулиця в Деснянському районі міста Києва, житловий масив Лісовий. Пролягає від Чернігівської площі до Путивльської вулиці.
Прилучаються вулиці Братиславська, Мілютенка, Кубанської України і шляхопровід на вулиці Гетьмана Павла Полуботка.

## Історія
Виникла в середині 1920-х років як частина 232-ї Нової вулиці, яка пізніше отримала назву Вищедубечанська. З 1972 року — частина вулиці Андрія Малишка. Відокремлено під сучасною назвою на честь японського міста Кіото, побратима Києва — у 1972 році.
У парку «Кіото» в 1972 році встановлено пам'ятний знак на честь побратимства між Києвом та японським містом Кіото.

## Установи та заклади
- Державний торговельно-економічний університет (буд. № 19);
- Вище комерційне училище Київського національного торговельно-економічного університету (буд. № 23);
- ПрАТ «Бліц-Інформ», ВАТ «Український науково-дослідний інститут спеціальних видів друку» (буд. № 25);
- Національна кінематека України (Колишня «Київнаукфільм» — «Київська студія наукових і документальних фільмів» і «Студія мультиплікаційних фільмів») (буд. № 27);
- Парк «Кіото»;

## Меморіальні та анотаційні дошки
| Зображення | Кому присвячено                                                                                   | Адреса         | Дата встановлення    |
|            | на честь побратимства Києва і Кіото, бронза; скульптор Микола Рапай, архітектор О. І. Герасименко | вул. Кіото, 19 | відкрита у 1981 році |
|            | Соболєву Феліксу Михайловичу                                                                      | вул. Кіото, 27 |                      |
|            | на честь японського міста-побратима Кіото                                                         | вул. Кіото, 25 |                      |